# Copa América IFA7 2023
Copa América IFA7 2023 bylo 3. ročníkem Copa América IFA7 a konalo se v Paraguayi ve městě Asunción v období od 13. do 17. prosince 2023. Účastnilo se ho 8 týmů, které byly rozděleny do 2 skupin po 4 týmech. Ze skupiny pak postoupily do vyřazovací fáze první a druhý celek. Vyřazovací fáze zahrnovala 4 zápasy. Ve finále zvítězili reprezentanti Mexika, kteří porazili výběr Paraguaye 7:3.

## Stadion
Turnaj se hrál na jednom stadionu v jednom hostitelském městě: Comité Olímpico Paraguyao (Asunción).
| Asunción                  |
| ------------------------- |
| Comité Olímpico Paraguyao |

## Skupinová fáze
| Vysvětlivky                     |
| ------------------------------- |
| Týmy postupující do semifinále  |
| Vítěz zápasu je tučně zvýrazněn |

Čas každého zápasu je uveden v lokálním čase.

### Skupina A
| Tým       | Z | V | R | P | VG | IG | +/− | B |
| --------- | - | - | - | - | -- | -- | --- | - |
| Paraguay  | 3 | 3 | 0 | 0 | 19 | 6  | +13 | 9 |
| Mexiko    | 3 | 2 | 0 | 1 | 43 | 5  | +38 | 6 |
| Venezuela | 3 | 1 | 0 | 2 | 6  | 31 | −25 | 3 |
| Peru      | 3 | 0 | 0 | 3 | 4  | 29 | −25 | 0 |

| 13. prosince 2023 8:30 |        |      |                                     |
| Mexiko                 | 22 : 2 | Peru | Comité Olímpico Paraguyao, Asunción |
|                        |        |      | Comité Olímpico Paraguyao, Asunción |

| 13. prosince 2023 13:00 |        |           |                                     |
| Paraguay                | 12 : 2 | Venezuela | Comité Olímpico Paraguyao, Asunción |
|                         |        |           | Comité Olímpico Paraguyao, Asunción |

| 14. prosince 2023 19:30 |        |        |                                     |
| Venezuela               | 1 : 19 | Mexiko | Comité Olímpico Paraguyao, Asunción |
|                         |        |        | Comité Olímpico Paraguyao, Asunción |

| 14. prosince 2023 22:30 |       |      |                                     |
| Paraguay                | 4 : 2 | Peru | Comité Olímpico Paraguyao, Asunción |
|                         |       |      | Comité Olímpico Paraguyao, Asunción |

| 15. prosince 2023 10:00 |       |      |                                     |
| Venezuela               | 3 : 0 | Peru | Comité Olímpico Paraguyao, Asunción |
|                         |       |      | Comité Olímpico Paraguyao, Asunción |

| 15. prosince 2023 13:00 |       |        |                                     |
| Paraguay                | 3 : 2 | Mexiko | Comité Olímpico Paraguyao, Asunción |
|                         |       |        | Comité Olímpico Paraguyao, Asunción |

### Skupina B
| Tým       | Z | V | R | P | VG | IG | +/− | B |
| --------- | - | - | - | - | -- | -- | --- | - |
| Kolumbie  | 3 | 3 | 0 | 0 | 13 | 2  | +11 | 9 |
| Argentina | 3 | 2 | 0 | 1 | 10 | 10 | 0   | 6 |
| Uruguay   | 3 | 1 | 0 | 2 | 5  | 9  | −4  | 3 |
| Ekvádor   | 3 | 0 | 0 | 3 | 0  | 7  | −7  | 0 |

| 13. prosince 2023 10:00 |       |         |                                     |
| Kolumbie                | 4 : 0 | Uruguay | Comité Olímpico Paraguyao, Asunción |
|                         |       |         | Comité Olímpico Paraguyao, Asunción |

| 13. prosince 2023 11:30 |       |         |                                     |
| Argentina               | 3 : 0 | Ekvádor | Comité Olímpico Paraguyao, Asunción |
|                         |       |         | Comité Olímpico Paraguyao, Asunción |

| 14. prosince 2023 18:00 |       |           |                                     |
| Kolumbie                | 6 : 2 | Argentina | Comité Olímpico Paraguyao, Asunción |
|                         |       |           | Comité Olímpico Paraguyao, Asunción |

| 14. prosince 2023 21:00 |       |         |                                     |
| Uruguay                 | 1 : 0 | Ekvádor | Comité Olímpico Paraguyao, Asunción |
|                         |       |         | Comité Olímpico Paraguyao, Asunción |

| 15. prosince 2023 8:30 |       |         |                                     |
| Kolumbie               | 3 : 0 | Ekvádor | Comité Olímpico Paraguyao, Asunción |
|                        |       |         | Comité Olímpico Paraguyao, Asunción |

| 15. prosince 2023 11:30 |       |           |                                     |
| Uruguay                 | 4 : 5 | Argentina | Comité Olímpico Paraguyao, Asunción |
|                         |       |           | Comité Olímpico Paraguyao, Asunción |

## Vyřazovací fáze
|  | Semifinále | Semifinále | Semifinále |  |  | Finále      | Finále      | Finále      |
|  |            |            |            |  |  |             |             |             |
|  |            | Paraguay   | 13         |  |  |             |             |             |
|  |            | Argentina  | 0          |  |  |             |             |             |
|  |            |            |            |  |  |             | Paraguay    | 3           |
|  |            |            |            |  |  |             | Mexiko      | 7           |
|  |            | Kolumbie   | 1          |  |  |             |             |             |
|  |            | Mexiko     | 7          |  |  | Třetí místo | Třetí místo | Třetí místo |
|  |            |            |            |  |  |             | Kolumbie    | 3           |
|  |            |            |            |  |  |             | Argentina   | 0           |

#### Semifinále
| 16. prosince 2023 21:00 |        |           |                                     |
| Paraguay                | 13 : 0 | Argentina | Comité Olímpico Paraguyao, Asunción |
|                         |        |           | Comité Olímpico Paraguyao, Asunción |

| 16. prosince 2023 22:30 |       |        |                                     |
| Kolumbie                | 1 : 7 | Mexiko | Comité Olímpico Paraguyao, Asunción |
|                         |       |        | Comité Olímpico Paraguyao, Asunción |

#### O 3. místo
| 17. prosince 2023 17:00 |       |           |                                     |
| Kolumbie                | 3 : 0 | Argentina | Comité Olímpico Paraguyao, Asunción |
|                         |       |           | Comité Olímpico Paraguyao, Asunción |

#### Finále
| 17. prosince 2023 19:00 |       |        |                                     |
| Paraguay                | 3 : 7 | Mexiko | Comité Olímpico Paraguyao, Asunción |
|                         |       |        | Comité Olímpico Paraguyao, Asunción |